# Српски санитет у време Церске, Колубарске и битке на Дрини
Српски санитет у време Церске, Колубарске и битке на Дрини, је хронолошки приказ стања и догађаја у Првом светском рату кроз који је прошла санитетска служба српске војске, у немилосрдној борби за опстанак Србије, током, 1914/1915. године. Из историје српског народа познато је да Церска битка, Битка на Дрини и Колубарска битка спадају међу најчешће обрађиване догађаје из историје Србије, посебно у војним академијама Балкана али у програмима многих страних академија широм света. Мала земља као што је Србија супротставила се у овим биткама, једној од најачих светских сила, Аустроугарској царевини и постигла неочекиване резултате. Два пута је војска Аустругарске царевине избачена са територије Србије – августа и децембра 1914. године. Успешне и победоносне битке српске војске пратио је трупни санитет, који је био у великим организационим и кадровским проблемима јер је управо заједно са цивилним санитетом изашао из балканских ратова са само 450 лекара, рачунајући ту старе, младе и жене лекаре, на око 4.500.000 становника и 532.000 мобилисаних грађана.

## Предуслови
Рата је почео  30. јула (12. августа) 1914. године офанзивом, коју је Поћорек предузео са свим трупама Балканске војске (5 и 6 Армија) и 2. Армијом чији је одлазак на руски фронт због тога пролонгиран, нападом на широком фронту, са тежиштем на планини Церу и у долини реке Јадра у рејону одбране II српске Армије (ђенерала Степа Степановић).
Главни терет борбе требало је да изведе „Церска ударна група дивизија“ (Комбинована дивизија 1. позива и Моравска дивизија 1. позива), код Текериша у кишовитој ноћи 2/3. августа (15/16. 09), и потом у вишедневним биткама на Тројану, Косанином граду и Иверку у долини Јадра, уз садејство осталих дивизија ове Армије (Шумадијска 1. позива и Коњичка) и других Армија српске војске.

## Стање у војном и грађанском санитетету пред почетак рата
Србија је на почетку Великог или Првог светског рата имала, и за мирнодопске услове, мањак лекара. Рат је Србију затекао са око 4.500.000 становника и грађанским и војним санитетом, који је укупно имао свега 450 лекара, рачунајући ту старе, младе и жене лекаре. Пуковник др Лазар Генчић у свом предавању у Официрском дому, уочи самих ратова 1912—1918, закључио је:
| „ | „Ми у ствари немамо војни санитет, већ једну малу групу грађанских лекара обучених у униформе санитетских официра. | ” |

Да би Србија зановила санитетску службу новим лекарима требало је времена до следећа генерација лекара, а времена није било јер је мир на простору Балкана кратко трајао. Српски војни санитет одмах је по завршетку балканских ратова (1913) упутио у иностранство на студије медицине тридесет свршених матураната, који су се по избијању непријатељстава прекинули студије и вратили се у Србију. 
| „ | Ово је само један, али уверљив пример колико је Србија имала мало времена за припреме. Због тога је јасно да у пуковима није могла увек да се реализује формација од по два лекара, а неки пукови из III позива полазили су на положај са само једним медицинарем, који ће обављати дужност пуковског лекара. | ” |

Обученост болничара за ратне услове није била задовољавајућа, а било их је и јако мало. Налазили су се само у пуковским превијалиштима, дивизијским завојиштима и пољским болницама. У позадинским болницама радиле су као добровољке, болничарке и болничари трећег позива. Опрема и средства намењена првој помоћи, опште медицинском и хируршком раду на бојишту, по оцени српских и страних хирурга, била је задовољавајућа. Санитетска ратна материјална средства, било које врсте, била су набављена у потребној количини, али неравномерно распоређена, често пакована у гломазне сандуке и недовољно попуњена. Велики проблем био је непостојање санитетских складишта, па се често морало одолазити у Ниш по опрему и материјал. Средства за евакуацију била су неподесна и недовољна.
Сви санитетски цивилни магацини и магацини Црвеног крста били су потпуно испражњени. Црвени крст је једино располагао са 20.000 кревета осталих после балканских ратова, али убрзо се успоставило да је за рат потребно обезбедити најмање 100.000.
Слабо развијена и готово без средстава за рад, превентивна служба, која је поред Пастеровог завода у Нишу, имала још само шест специјалиста из области бактериологије и хигијене, који су, истовремено радили и као трупни лекари.
Велику кривицу за то имао је однос војног врха према санитету, након Балканских ратова (упркос напорима др Владана Ђорђевића и др Мике Марковића), да то исправе, био је потцењивачки. На санитет се ни изблиза није гледало с дужним уважавањем као што се гледало на коњицу или артиљерију. До разумевања санитета и испуњавае његових потреба, тешко се долазило. И са тако малим бројним стањем на сву срећу чињенице на почетку Великог рата ишле су на руку санитетској служби; те су још пре повлачења у Србији почела да се појављују ако не у дословном смислу специјалистичка, а оно барем – посебна одељења, која су унапредила збрињавање повређених и оболелих. Тако су у Пирот – што је врло мало познато – из свих резервних и пољских болница слати оболели од тетануса, а у Нишкој војној болници основана је служба за збрињавање главе и вилица. Али даљи ток догађаја негативно се одразио на започету експанзију српског санитета. Застрашујуће епидемије пегавца, која је коштала живота многе лекаре и медицинаре, и разуме се – повлачење и албанска голгота, не само да су зауставиле овај процес већ су га и спустиле испод достигнутог нивоа.
Бројно стање мобилисаног санитетског кадра
За рат против Аустро-Угарске Царевине 1914. године Србија је мобилисала, 532.000 грађана, од тога 409 лекара, међу којима је било 17 жена. Са свега 409 мобилисаних лекара, од тога је 25 било хирурга, 203 медицинара, 190 апотекара и 60 ветеринара, санитетска служба је требало да одговори на све изазове који су јој се наметали.
Српско ратно хируршко искуство и промена карактера ратне ране
Српско ратно хируршко искуство, пред почетак рата било је богато, захваљујући томе што је српска ратна хирургија у свим
ратовима (Балкански ратови) пратила је своју нацију и тиме постигла врхунске резултате у немогућим условима чиме је подносећи највеће жртве достигла светски врх. Међутим општа катаклизма Првог светског рата довела је до промена карактера ратне ране због измена у војној техници и тактици.
Први светски рат значајно се разликовао од претходних које је водила Србија...„не само по неупоредиво већем броју погинулих и рањених,  него и много тежим ранама код повређених“... Прве две ратне године (1914—1915) карактерише трауматска епидемија узрокована великим и крвавим биткама. Као резултат промене у војној техници и тактици, карактер ратне ране био је потпуно измењен.
| „ | Експлозивне повреде (шрапнел, граната, бомба) биле су заступљене са 73,7%, пушчане са 17,2%, контузије са 8,8% и повреде хладним оружјем у 0,3%. Од 2.000 рањеника, њих 4,6% имало је повреду лобање, а искључујући морибунде, код оперисаних рањеника смртност је била 16%, а код оперисаних са повредом мозга смртност је била 28%. | ” |

 Иако са знатним искуствима у збрињавању рањеника, стеченим у претходна два Балканска рата, српски санитет од почетка суочен са недостатком лекара, хирурга, епидемиолога и санитетског материјала, једва је успевао да одгоовори свим потребама.
Велики недостатак за српски грађански и војни санитет била је чињеница да Београд, да је дотле највећи болнички центар и окосница збрињавања рањеника и болесника у балканским ратовима (када су у њему функционисале 23 резервне болнице), овога пута као попгранична варош био изложен борбеним дејствима непријатеља. Његову улогу морали су да преузму Ниш, Крагујевац и Скопље. У београду су остали само болничари неборци, болничарке и болничко особље, неколико жена лекара и лекара неспособних за војну службу из здравствених разлога.

## Услови који су владали на западним границама Србије у првим месецима рата
На почетку борбених дејстава, Влади генералштабу и његовој санитетској служби постало је јасно да ће тежиште ратних операције бити на западним границама Србије према Босни и да ће Ваљево постати највећи болнички центар у овим ратним операцијама. Око сталне војне болнице у Ваљеву одмах је отворено шест резервних болница, а све државне (војне и цивилне) зграде, а на крају и многе приватне куће и кафане, у гради и његовој околини преименовано је у болничке објекте за смештај рањеника, а са појавом епидемије паратифуса и болесника.
У Ваљеву, на почетку рата било је 26 лекара, а њих половина није пружала медицинску помоћ, већ је радила друге (административне и организационе) послове у санитетској служби српске војске. Према броју рањеника, који је у Ваљеву, често прелазио 8.000, требало је око 150 активних лекара,(на основу процена савезника, који су у својим болницама од 2.000 постеља имали 30 до 40 лекара).
Ништа боље стање није било ни са санитетском опремом и материјалним средствима. Према записима др Арчибалда Рајса стање санитетске опреме и материјала било је катастрофално:
| „ | „... Аустроугарска је напала Србију исцрпљену...Србија нема више ништа да би неговала своје рањенике. Место асептичног памука, ране су покривали куваном сламом. Ове рањенике преносе у болнице, где ће се на њима извршити операције без успављивања, јер нема средстава за анестезију . | ” |

## Услови који су владали у српском санитету и Србији у време Церске, Колубарске и битке на Дрини
Знајући да су главне српске снаге концентрисане на северу Србије и сматрајући да је борбена вредност српске војске мала Поћорек је снагама предвиђеним за дефанзиву одлучио да нападне Србију 12. августа 1914. године, изјутра. Док је Друга армија вршила снажан демонстративан напад дуж обале Саве, трупе Пете армије почеле су форсирање Дрине. Аустроугарско командовање очекивало је одлучујућу битку на падинама западно од Ваљева. Њене трупе су у складу са ондашњом аустроугарском и немачком доктрином напредовале у шест маршевских колона без армијске резерве.
Српска Врховна команда очекивала је да ће главнина аустроугарских снага, кад се пребаци преко Саве и Дунава, надирати ка југу, долином Велике Мораве према Багрданском кланцу, „вратима Србије и Балкана“. На тој претпоставци извршила је и груписање и распоред војних јединица.
Међутим догодило се да су обе стране, пре почетка операција, имале погрешну процену снага и намера непријатеља — српска војска погрешно очекујући правац главног напада са севера, а аустроугарска потцењујући снагу српске војске. Српска војска брзо ће се, на почетку рата, снаћи и извршити ново прегруписавање снага и покрет јединица у правцу надирања непријатеља.
Војвода Путник је након сагледавања ситуације донео одлуку да непријатељу наметне битку маневарског типа. Почетни операцијски план српске војске носио је у себи идеју стратегијског дочека, и изражавао је дефанзивно-офанзивну улогу главнине српске војске.
Планирано је да се одбраном заустави аустроугарски напад на линији Ваљево – Лазаревац – Аранђеловац – Смедеревска Паланка, а затим у погодном тренутку предуземе одлучна противофанзива.
Како су се, по писању војних историчара, ратна дејства често преливала једна у друге, рад санитета одвијао се у оквирима три непријатеске офанзивне акције против Србије и две српске противакције, које су се одвијале у овим периодима:
| Назив офанзиве/операције             | Назив битке      | Време извођења по јулијанском/данас важећем календару               | Фазе офанзиве |
| ------------------------------------ | ---------------- | ------------------------------------------------------------------- | --- |
| Прва непријатељска офанзива          | Церска битка     | 30. јули до 11. август (12–24. август 1914)                         | |
| Сремска офанзива српске војске       | Сремска офанзива | 24. август до 1. септембар (6–14. септембар 1914),                  | |
| Друга и трећа непријатељска офанзива | Битка на Дрини   | 26. август–3. новембар (8. септембар–16. новембар 1914)             | - Офанзивне операције 26. август до 11. септембар (8 –24. септембар 1914), - Рововска борба 12. септембар до 23. октобар (25. септембар до 5. новембар 1914) - Контраофанзива 24. октобар до 3. новембар (6–16. новембар 1914) |
| Колубарска битка                     | Сувоборска битка | 3. новембар – 2. децембар, 1914. (16. новембра – 15. децембра 1914) | |

### Почетни распоред јединица
Када су главне намере непријатеља биле јасније, српска Врховна команда — одступајући од почетног оперативног плана, дајући значај северном фронту — 12. августа наредила је следећи распоред и задатак јединица:
Првој армији — да након након упућивања Коњичке дивизије у састав 2. армије, главне снаге прикупи на линији Аранђеловац — Лазаревац. По овој наредби, 1. армија остала је у стратегијској резерви.
Како је у свом саставу Прва армија имала; Браничевски одред (Дунавска дивизија II позива, 3. арт. дивизион и 2. пеш. пук III позива), Дунавску дивизију I позива, Тимочку дивизију I позива, Тимочку дивизију II позива и Моравску дивизију II позива, санитетска служба је на правцима десјтва својих дивизија распоредила; шест чета болничара, шест санитетских колона и 18 пољских болница.
Другој армији — да се постепено рокира на фронт Обреновац — Шабац, а Шумадијска дивизија првог позива упути преко Коцељева ка Шапцу. Да се коњичка дивизија из састава 1. армије упути у Мачву, а Шумадијска дивизија првог позива према Шапцу, са задатком да га нападне и заузме, али, уколико у томе не успе, да упорно брани правац према Коцељеви.
Како је у свом саставу Друга армија имала; Моравска дивизија I позива, Комбиновану дивизију I позива, Шумадијску дивизију I позива и Коњичку дивизију 1. армије, санитетска служба је на правцима десјтва својих дивизија распоредила; пет чета болничара, пет санитетских колона и 16 пољских болница.
Трећој армији — која се нашла на правцу главног удара, да свим снагама успори даље непријатељево напредовање. По овој наредби, 3. армија је била у пуном борбеном дејству на правцу главног непријатељевог удара.
Како је у свом саставу Трећа армија имала; Дринску дивизију I позива и Дринску дивизију II позива, санитетска служба је на правцима десјтва својих дивизија распоредила; две чете болничара, две санитетске колоне и 8 пољских болница.
Ужичкој војсци — да пређе у офанзиву у правцу Вишеграда.
Како је у свом саставу Ужичка војска имала; Шумадијску дивизију II позива, Ужичку бригада и Лимски одред, санитетска служба је на правцима десјтва својих јединица распоредила; једну чету болничара, једну санитетску колону и 4 пољских болнице.

#### Бројно стање јединица српске војске пре Колубарске битке
Укупан број бораца у Српској војсци пре почетка Колубарске битке био је:
- У јединицама I и II позива 336.063,
- У јединицама III позива 52.392,
- У јединицама последње одбрана 6.220
- У војним станицама, санитетским и профијантским возовима

До септембра 1914. укупно је мобилисано 423.441 бораца, међу којима је било 870 виших и 3.869 нижих активних и резервних официра и 1.485 административних чиновника и обвезника чиновничког реда.

### Стање и распоред санитетским јединица на почетку рата
Од санитетских јединица и установа, свака дивизија (изузев коњичке која је имала нешто другачији састав) у овим борбама имала је чету болничара (са седам водова), санитетску колону и четири пољске болнице. Чета болничара у свом саставу по формацији требало је да има:
- 340 старешина и војника
- 3 лекара, 1 апотекара, 3 лекарска помоћника
- 333 болничара и осталог помоћног особља
- 30 коња и друге стоке.

Све санитетске јединице дивизија пре почетка Церске битке биле су распоређене по правцима борбених дејстава и према пуковима, у којима су развијана завојишта из кога се организовала евакуацију по принципу „к себи“ и „од себе“. У сваком пуку дивизије налазила су се по два лекара.
Примарну улога у раду војног санитета на фронту имала су превијалишта, односно пуковска санитетска одељењу, где би се „брзо указивала прва помоћ рањеницима, затим њихово прикупљање и спремање за брзи транспорт и евакуацију у позадину, као и њихово размештање у болнице које су биле припремљене за даље хируршко лечење“.
За извршење ове улоге, формацијом је предвиђено да пешадијски пукови имају „... два лекара и вод болничара на челу са санитетским подофициром ...“. Основни задатак ове санитетске јединице био је извлачење, изношење и прикупљање рањеника, пружање прве помоћи и тријажа рањеника по степену хитности за евакуацију у позадинске болнице.
| „ | Како Србија, после балканских ратова, није имала довољно времена за припреме, у пуковима се није могла увек да се реализује планирана формација од по два лекара, тако да су неки пукови из III позива полазили на положај са само једним медицицнарем који ће обављати дужност пуковског лекара. Слична ситуација слабе попуне изнете формације односи се и на неке пешадијске дивизије, које су уместо 10–15 припадајућих лекара, имале знатно мање, чак не више од 3–5 лекара | ” |

Уз одељак чете болничара била је и по једна пољска болница. Она је у свом саставу имала два лекара и по једног апотекара и једног лекарског помоћника, а од опреме санитетски шатор и по формацији припадајућа остала санитетска и друга средства.
Пољске болнице и пукови су квантитативно гледано добили све што им је по формацији следовало од санитетске опрема али квалитативно опрема је била у лошем стању.
| „ | Пољска апотека и сандуци са завојним материјалом били су скоро празни, изузев првог завоја кога је било у довољним количинама. Иструменти су били зарђали, пакети са ватом и газом делимично иструлели. Од лекова је било само нешто кинина. Носила уопште није било. | ” |

Највећи терет и жртве у протекла три-четири дана поднеле су јединице 3. армије, затварајући продор аустроугарских трупа у правцу Ваљева. То је омогућило „преоријентацију српских снага“ за одсудну церску битку.

### Церска битка
Сусретна битка на Церу била је изразито маневарског карактера, у којој су елементи простор и време, играли пресудну улогу. Почела је у ноћи између 15. и 16. августа 1914. године, да би се 16. августа 1914. године, распламсала на падинама Цера, и 20. августа 1914. године, завршила потпуним аустроугарским поразом и протеривањем непријатеља из земље.
У фронталној сусретној борби Прва српска Комбинована дивизија претрпела је велике губитке, а санитетска служба била је изложена великим напрезањима и ограничењима (због недостајтка опреме и материјала), што је разултовало избацивањем из строја 47 официра и 2.995 подофицира, војника и редова. 
| „ | Пукови су маршевали један за другим ка Текеришу и даље ка Церу под тешким маршевским приликама: велики марш, јака жега и прашина, а по том у вече јака киша, облачно време и велико блато, дејствовало је на трупе до крајње исцрпености снаге. Пошло се на марш у три часа, маршевало се целог дана, па је марш продужен и ноћу, и најзад упало се у непредвиђену и изненадну ноћну борбу, на непознатом планинском земљишту и не познавајући ни мало прилике код непријатеља. | ” |

#### Организација и карактеристике збрињавања рањеника
У прва два борбена дана дивизијска завојиште обрадила су дневно око 100 тешких рањеника и упутила их у пољску болницу. Док су пољске болнице хируршки обрадиле око 100 до 200 тежих рањеника. Два дана касније обрађено је још по 300 рањеника и тако надаље све до трајања Церске битке.
Како су карактеристике борби у току Церске битке били стални покрети и динамика, све то морала су да прате завојишта и пољске болнице (санитетске установе у оперативној зони), тако да су због честих дислокација учинци њиховог санитетског збрињавања били умањени.
На рањеницима су обављане само најнеопходније медицинске интервенције (пружање прве помоћи, ревизија првог завоја) и што ургентнија евакуација у позадину фронта, тј. у Ваљево највећу ратну болницу у 1914. години. Рањени српски војници, после превијања на бојишту, одвожени су најчешће воловским колима у многе Ваљевске, зграде, школе и кафане, најчешће претворене у болнице. Бесконачни низови сељачких кола... ишли су једна за другим – записао је др Арчибалд Рајс, што је у Ваљеву довело до гомилања рањеника од самог почетка Великог рата.
Евакуација рањеника обављена је уз помоћу коморских кола у повратном транспорту, као и уз помоћу запрежних кола преузетих од становништва. Како су се двоколице са коњском запрегом показале као веома непрактично евакуационо средство, због лоших путева, рањеници су више волели воловску запрегу. Посебан проблем претсављало је и јако дуго трајање евакуиације (4–5 дана), тако да је онај рањеник, који је остао жив, био у тешком је стању и великом ризику за успех операције, због стреса организма.
Према писању др Арчибалд Рајса, међу пристиглим рањеницима у Ваљево било је и оних који нису евакуисани запрегом већ: донесених на носилима, док је већина, ипак, са ранама...сишла са виса пешице, подупирући се на неки исечени штап или на своју пушку или подржавани од другова који су били мање рањени.

#### Крај битке и њене последице - санитетски и остали губици
На сву срећу не желећи ништа да ризикује Оскар Поћорек је 19. августа наредио повлачење V аустроугарске армије на леву обалу
Дрине, чиме је Церска битка била коначно решена.
Краћи прекид активних операција био је предах пред још теже борбе, што је омогоћило српској војсци и њеном санитету да попуни свој састав и опрему, одморила се.
Церска битка била је изненадна сусретна битка, вођена са приближно истим војним снагама, што је имало за последицу обострано велике губитке:
- Српска војска — 260 официра и 16.500 подофицира и војника, је погинуло, рањено и нестало.
- Аустроугарска војска — је изгубила око 600 официра и 23.000 војника. Заробљено је 4.500 аустроугарских војника и заплењена је већа количина разног материјала.[21][22]

Имајући у виду велике губитке српске војске и крајњи резултат Церске битке, она није имала решавајући значај на Балканском ратишту, јер су Аустроугари после само две недеље предузели нову офанзиву на Србију.

### Сремска операција српске војске 1914.
Док су трајале припреме непријатеља за нови прелазак преко Дрине, у Врховној команди српске војске донета је одлука да се наставе офанзивне операције и рат пренесе на територију Аустро-Угарске. Одлука је донета под притиском савезника, који нису дали српској војсци да се одмара.
| „ | На десној обали Саве прикупљена је 1. српска армија ради преласка у Срем на територију Аустро-Угарске. У раним јутарњим часовима 6. септембра 1914. године 1. српска армија форсирала је Саву код Новог Села и прешла у Срем. Српска војска под командом генерала Петра Бојовића успешно је прешла реку и успоставила мостобран уз незнатан отпор изненађеног ландштурма. | ” |

Због недостатка понтонског материјала мост преко Саве није завршен, па се XIII пук и делови XV пука Тимочке I дивизије, који су пребачени на леву обалу реке нису могли ни појачати ни повући. Изложени изненадном нападу 29. аустроугарске дивизије 6. септембра, XIII и XV пук претрпели су праву катастрофу. У неуспелом покушају форсирања Саве, Тимочка I дивизија изгубила је 46 официра 159 подофицира и 3.611 каплара и војника, од којих је највећи број заробљен.
За то време офанзива 1. српске армије у Срему успешно је настављена. До 11. септембра ослобођени су Земун, Пећинци и Нова Пазова, док су аустроугарски гарнизони у Руми и Инђији били непосредно угрожени.
Да би осујетио постигнути успех и зауставио даље српско напредовање у Срему, Поћорек је наредио да „Минимална група Балкан“, 8. септембра започне нову офанзиву преко Дрине.

### Битка на Дрини
После Церске битке, Друга аустријска армија пребачена је са српског на руски фронт, оставивши само једну дивизију на Сави под командом генерала Крауса. Пета армија се улогорила на левој обали Дрине, на фронту Бијељина - Батар, а Шеста армија, која је оставила једну брдску бригаду на горњој Дрини, пребачена је ближе Петој армији, на простор: Зворник – Сребреница - Власеница, где је доведена и стратегијска резерва - једна дивизија - из Сарајева.
У другом покушају Аустроугарске је започела продре у Србију, 6. септембра 1914. године. Убрзо је наступио и период рата, који се карактерисао „рововском фазом Битке на Дрини“.
После тешких и крвавих рововских борби, српска војска је била приморана на повлачење, услед мањка хране, ратног материјала, а поготово артиљеријске муниције. Повлачење српске војске, повукло је са собом и егзодус локалног становништва, које се бојало нових масакра од стране аустроугарске војске. 
Организација и карактеристике збрињавања рањеника
у току Битке на Дрини део санитета (половина завојишта) Дринске дивизије II позива била је препотчињена и ојачана трупним санитетом Дринске дивизије I позива, која се налази на Гучеву, где су се водиле непрестане и жестоке борбе.
У периоду од 26. септембра до 13. октобра 1914. године, вођене су жестоке борбе на свим секторима фронта, па и на сектору од Лознице до реке Жерјаве, који је држала Дринска дивизија II позива. У том периоду српског војевања (који је трајао око 15 дана), у завојиштима дивизије збринуто је 1.588 повређених (од чега је преко 60% било са повредама удова, нанетим пушком, топом и ножем). У овом периоду јавило се и више оболелих међу којима су били и заразни болесници. Ипак је број рањеника и њихов прилив био већи тако да је издато наређење да се само тежи рањеници евакуишу у позадину, док су лакши лечени у завојиштима и пољским болницама.
Половином септембра 1914. године за потребе збрињавања све већег броја рањеника санитет је у Ваљевском крају запосео бројне кафане и хотелске просторије, а власницима преосталих локала наређено је: „да целе ноћи држе отворене своје локале како рањеници који у току ноћи дођу не би остали на улици“.
„Рововска фаза Битке на Дрини“ имала је за последицу и стабилизацију санитетских установа, које су у овим условима могле развити пуни профил рада и пун обим медицинске помоћи за који је одређена санитетска етапа била оспособљена. Тако је настала; квалитетнија тријажа рањеника и ефикаснији лечење лаких болесника и њихово враћање у јединицу, као и спровођење превентивномедицинске делатности (вакцинација, депедикулација итд.). 
Крај битке и њене последице - санитетски и остали губици

### Битка на Колубари
Новим продором Аустроугара у Србије након успешног окончања битке на Дрини, отпочеле су нове операције српске војске крајем 1914. године, чији је најзначајнији део Колубарска битка. Наиме уследила је Трећа аустроугарска офанзива на Србију, која је била последњи покушај аустроугарске војске у 1914. години да самостално окупира територију Краљевине Србије.
У међувремену је одступање Прве армије и Ужичке војске довело до повлачења целог фронта па је српска престоница остала без одбране. Аустроугари су заузели Београд без борбе и у њему су одржали тријумфалну параду 3. децембра 1914. године.
Колубарска битка најзначајнија је битка између војске Краљевине Србије и Аустроугарске у Првом светском рату. Вођена је у новембру и децембру 1914. године на фронту од преко 200 км. План српске Врховне команде за Колубарску битку заснивао се на одбрамбено-нападном начину борбе – дочеку. У почетку је требало да буде у одбрани, а касније, када се непријатељ исцрпе, предузети противофанзиву, потући га и избацити из Србије.
Ову замисао успешно су реализовале снаге Прве армије, под командом генерала Живојина Мишића, и успеле да против бројније и боље опремљене аустроугарске војске остваре победу, у тренутку када је цео свет очекивао вести о капитулацији Краљевине Србије.
Организација и карактеристике збрињавања рањеника
Хронолошки гледано за српски санитет наступио је период који обухвата повлачење српске војске са граничног фронта до Рудничких положаја, битку на Љигу и затим победоносно наступање до напуштених положаја на граници са Аустроугарском. Повлачење, а затим наступање у Колубарској битци било је тако брзо да се сав рад у пуковским завојиштима огледао у превијању рањеника и њиховој евакуацији у позадину.
Рад у пољским болницама такође се заснивао на превијању и евакуацији рањеника. Ситуацију за српски санитет и његово брже наступање, отежавао је наилазак војске на непријатељске санитетске формације, које су остављале тешке рањенике и болеснике, које је требало збринути. Ипак према прегледу рада завојишта Дринске дивизије II позива (од 30. септембра до 25. децембра 1914. по старом) уочена је појава да је збринут мањи број повреда (1.400), за три месеца, у односу на ранији период од 17 дана (када је збринуто 1.588 повреда).
Крај битке и њене последице - санитетски и остали губици
На крају ове битке, као и у претходним током 1914, постојали су примери страшног расула на тлу Србије у редовима аустро-угарске војске. Аустријска војска је остављала своје рањене и оболеле попут лешева. Пораз то не може то да оправда. А за војни санитет Србије то је била још једна обавеза поред многобројних, у санирању ратних рана сопствених војника и становништва и борби са епидемијом пегавог тифуса у експанзији.